# 旧县坪遗址 (云阳)

舊縣坪遺址出土的巴郡朐忍令景云碑

舊縣坪遺址位於重慶市雲陽縣青龍街道建民村，文物遺址年代為漢-唐，2009年12月15日列為第二批重慶市文物保護單位。